# Procynosuchus
Procynosuchus var ett släkte av cynodonter som levde under perm. Fossil från Procynosuchus har påträffats i Sydafrika, Tanzania, Tyskland och Ryssland.
Procynosuchus blev omkring 60 centimeter lång. Arterna levde i vatten och var anpassad för ett liv där. Bakre delarna av kroppen och svansen var mycket flexibla med stor rörlighet, svansen var också platt för att kunna användas för att styra med. Benen liknade de hos en utter och den hade simhud mellan tårna.